# Symphony of Enchanted Lands II: The Dark Secret
Symphony Of Enchanted Lands II - The Dark Secret is een album van Rhapsody uitgebracht in 2004. Het is een vervolg op Symphony of Enchanted Lands.
Met dit album wisselde Rhapsody van platenlabel Limb naar het grotere SPV. Op deze manier kreeg de band een groter budget voor de opname van het album, waardoor het bij dit album mogelijk was om een groot koor en orkest in te huren. Ook was er meer budget voor een videoclip.
Sinds dit album omschrijft rhapsody hun muziek als film score metal.
Het koor neemt een bijzonder grote plaats in bij dit album. Ook belangrijk is het vertellen van de verhaallijn door Christopher Lee. Het album begint dan ook niet zoals we gewoon zijn met de gebruikelijke intro track, maar met een klassiek stuk waarin Christopher Lee de inleiding van het verhaal vertelt.

## Inhoud
1. The Dark Secret -Ira Divina- (4:13)
2. Unholy Warcry (5:53)
3. Never Forgotten Heroes (5:32)
4. Elgard's Green Valleys (2:19)
5. The Magic Of The Wizard's Dream (4:30)
6. Erian's Mystical Rhymes -The White Dragon‘s Order- (10:31)
7. The Last Angels' Call (4:36)
8. Dragonland‘s Rivers (3:44)
9. Sacred Power Of Raging Winds (10:06)
10. Guardiani Del Destino (5:51)
11. Shadows Of Death (8:13)
12. Nightfall On The Grey Mountains (7:20)

Opmerking: "The Magic Of The Wizards Dream" is herschreven en in verschillende talen heruitgebracht op de single The Magic of the Wizard's Dream.

## Artiesten
- Fabio Lione - vocalist
- Luca Turilli - gitarist
- Alex Staropoli - klavier
- Patrice Guers - bassist
- Alex Holzwarth - drummer